# Lista över countyn i New Hampshire

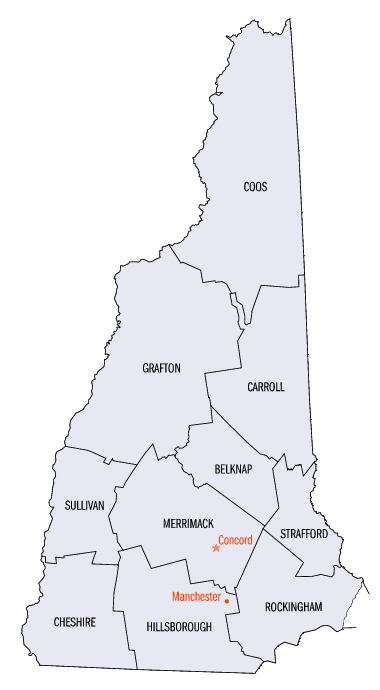
New Hampshires countyn.

Detta är en lista över de 10 countyn som finns i delstaten New Hampshire i USA.
| County              | Centralort (County Seat) | Etablerat | Folkmängd (2000) | Yta       |
| ------------------- | ------------------------ | --------- | ---------------- | --------- |
| Belknap County      | Laconia                  | 1840      | 56 325           | 1 214 km² |
| Carroll County      | Ossipee                  | 1840      | 43 666           | 2 570 km² |
| Cheshire County     | Keene                    | 1769      | 73 825           | 1 888 km² |
| Coos County         | Lancaster                | 1803      | 33 111           | 4 743 km² |
| Grafton County      | Haverhill                | 1769      | 81 743           | 4 533 km² |
| Hillsborough County | Nashua och Manchester    | 1769      | 380 841          | 2 311 km² |
| Merrimack County    | Concord                  | 1823      | 136 225          | 2 477 km² |
| Rockingham County   | Brentwood                | 1769      | 277 359          | 2 056 km² |
| Strafford County    | Dover                    | 1771      | 112 233          | 994 km²   |
| Sullivan County     | Newport                  | 1827      | 40 458           | 1 429 km² |